# Плешково (Алтайский край)
Плешково — село в Зональном районе Алтайского края России. Административный центр Плешковского сельсовета.

## История
В «Списке населенных мест Российской империи» 1868 года издания населённый пункт упомянут как заводская деревня Плешкова (Иткуль) Чарышского участка Бийского округа Томской губернии при озере Иткуль. В деревне имелось 44 двора и проживало 279 человек (132 мужчины и 147 женщин).

В 1899 году в селе Плешково, относившемуся к Бийской волости Бийского уезда, имелся 401 двор (397 крестьянских и 4 некрестьянских) и проживало 2798 человек (1419 мужчин и 1379 женщин). Действовали церковь, церковно-приходская школа, две малобойни, мельница, рушейка, одна торговая и одна мелочная лавки, общественное питейное заведение, три кузницы и хлебозапасный магазин.
По состоянию на 1911 год село включало в себя 412 дворов. Население на тот период составляло 3895 человек.

В 1926 году в селе Плешково имелось 702 хозяйства и проживало 3788 человек (1806 мужчин и 1982 женщины). Функционировали школа I ступени и изба-читальня. В административном отношении Плешково являлось центром сельсовета Бийского района Бийского округа Сибирского края.
7 августа 2005 года на повороте у села Плешково произошла автокатастрофа, в которой погиб четвёртый губернатор Алтайского края и Народный артист России Михаил Евдокимов.

## География
Село находится в восточной части Алтайского края, в пределах Бийско-Чумышской возвышенности, на левом берегу реки Буланиха, на расстоянии примерно 11 километров (по прямой) к северо-западу от села Зональное, административного центра района. Абсолютная высота — 230 метров над уровнем моря.

Климат умеренный, континентальный. Средняя температура января составляет −18,2 °C, июля — +18,9 °C. Годовое количество атмосферных осадков — 518 мм.

## Население
| 1997  | 1998  | 1999  | 2000  | 2001  | 2002  | 2003  |
| ----- | ----- | ----- | ----- | ----- | ----- | ----- |
| 1346  | ↘1340 | ↘1326 | ↗1349 | ↗1358 | ↗1379 | ↘1360 |
| 2004  | 2005  | 2006  | 2007  | 2008  | 2009  | 2010  |
| ↗1379 | ↘1368 | ↗1381 | ↘1354 | ↘1339 | ↘1314 | ↘1269 |
| 2011  | 2012  | 2013  |       |       |       |       |
| →1269 | ↗1276 | ↗1280 |       |       |       |       |

Согласно результатам переписи 2002 года, в национальной структуре населения русские составляли 91 %.

## Инфраструктура
В селе функционируют средняя общеобразовательная школа, детский сад, фельдшерско-акушерский пункт (филиал КГБУЗ «Зональная центральная районная больница»), дом культуры, библиотека и отделение Почты России.

## Улицы
Уличная сеть села состоит из семи улиц и семи переулков.